# Canonical

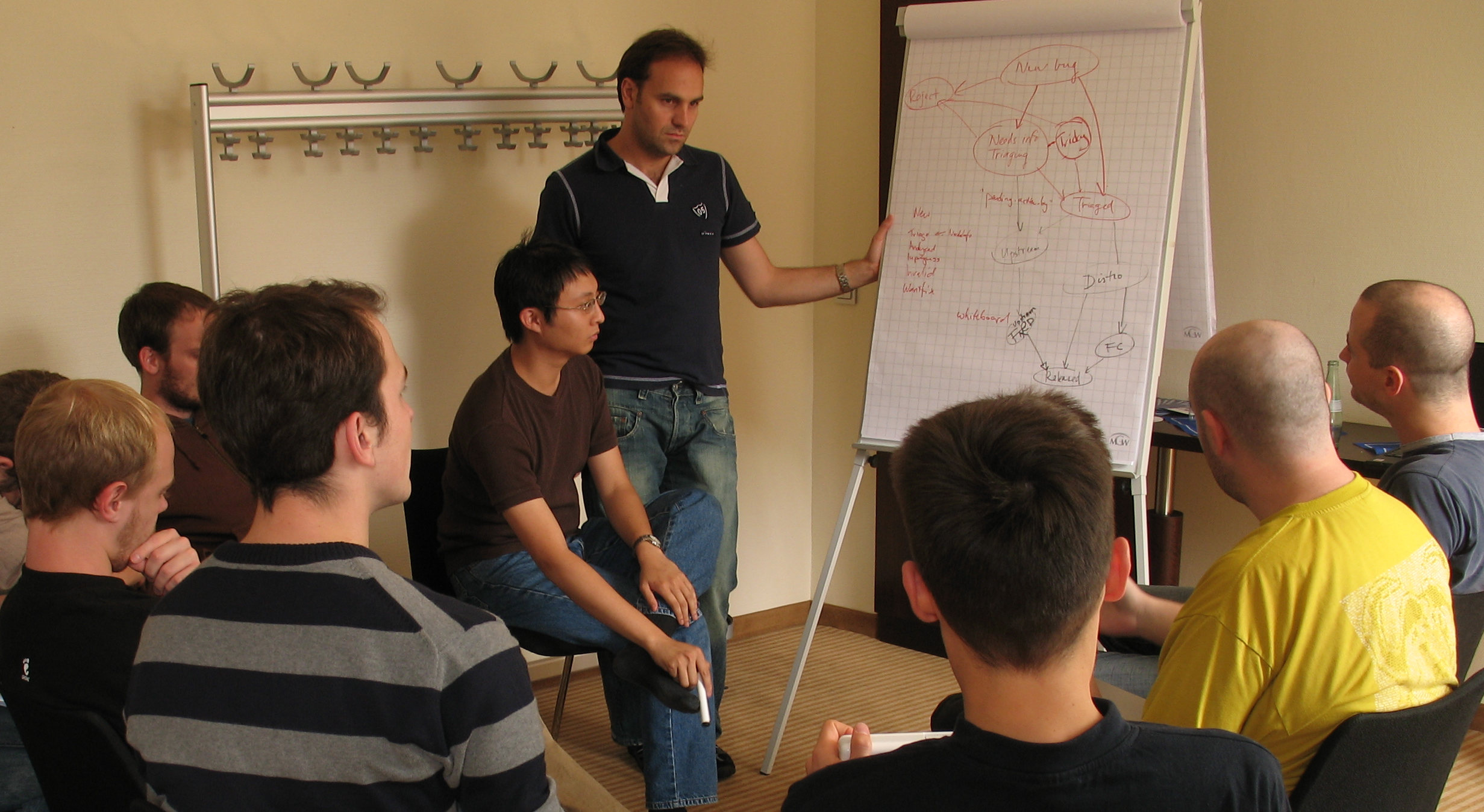
Mark Shuttleworth i pracownicy Canonical Ltd.. omawiający projekt Launchpad podczas zlotu UDS w sierpniu 2006 w Wiesbaden

Canonical – brytyjskie przedsiębiorstwo założone 5 marca 2004 roku oraz finansowane przez przedsiębiorcę i jednego z pierwszych kosmicznych turystów, Marka Shuttlewortha.
Celem firmy jest wspieranie i promocja projektów programistycznych typu Open Source, a także dostarczanie komercyjnego wsparcia i usług związanych z projektami Open Source. Siedzibą firmy Canonical Ltd. jest Wyspa Man. Posiada również biura w Bostonie, Tajpej, Tokio i Szanghaju. Firma zatrudnia pracowników z ponad 30 krajów.

## Projekty wspierane przez Canonical

### Na wolnych licencjach
- rodzina dystrybucji GNU/Linuksa:
  - Edubuntu
  - Gobuntu
  - Kubuntu (do wersji 12.04[1])
  - LinuxFX
  - Lubuntu
  - Ubuntu
  - Ubuntu Budgie
  - Ubuntu Kylin
  - Ubuntu MATE
  - Ubuntu Studio
  - Xubuntu
- Bazaar
- upstart
- Juju
- Storm
- OpenCD (obecnie nierozwijany)
- Launchpad (od 21 lipca 2009 pod GNU AGPLv3)
- Snappy Ubuntu Core (minimalistyczna dystrybucja Ubuntu)
- Mir (serwer wyświetlania)
- Quickly (framework do tworzenia aplikacji na systemy Linux)
- Snapcraft (narzędzie stworzone w języku Python do tworzenia i dystrybuowania paczek z oprogramowaniem)

### Na niewolnych licencjach
- Landscape